# Несауалкойотъл
 Тази статия е за владетеля от 15 век.  За съвременния град вижте Несауалкойотъл (град).  
Несауа̀лкойотъл (на науатъл: Nezahualcoyōtl, [nesawaɬ'kojo:tɬ]) е тлатоани на град Текскоко, Централно Мексико. Той произлиза от ацтекската народност аколуа. В съюз с градовете Теночтитлан и Тлакопан той поставя основите на конфедерацията, известна като Ацтекска империя.

## Биография
Несауалкойотъл е роден през 1402 г. Той е син и наследник на владетеля на Текскоко Икстлилхочитъл I. През 1418 Икстлилхочитъл води неуспешна война с тепанекския град Аскапоцалко, Текскоко е превзет, а Несауалкойотъл е принуден да замине в изгнание в Уехоцинко, а от 1422 – в Теночтитлан. След като властта в Аскапоцалко е наследена от Макстла, Несауалкойотъл се връща за кратко в Текскоко, но скоро отново напуска града, тъй като животът му е застрашен.
През следващите години Несауалкойотъл успява да организира голяма коалиция от градове и племена, която да се противопостави на Аскапоцалко. С помощта на основните си съюзници Теночтитлан и Тлакопан той успява да превземе Текскоко и самия Аскапоцалко. През 1431 г. официално става тлатоани на Текскоко. Тройният съюз, ръководен от Несауалкойотъл и теночтитланските тлатоани Ицкоатъл и Монтесума I подчинява значителни територии в Централно Мексико. С времето влиянието на Тлакопан в коалицията намалява, но по времето на Несауалкойотъл Текскоко запазва равнопоставеността си с Теночтитлан.
Управлението на Несауалкойотъл се смята за период на културен разцвет в Текскоко. В двора му се събира голяма група философи, учени, музиканти. Самият Несауалкойотъл пише стихове на нахуатъл, провежда правна и административна реформа и ръководи изграждането на инженерни съоръжения, като дигата, разделяща сладководната и соленоводната част на езерото Текскоко.
Несауалкойотъл умира през 1472 г., като оставя около 110 деца. Той е наследен от сина си Несауалпили. Потомци на Несауалкойотъл са и неговите първи биографи – Фернандо де Алва Кортес Икстлилхочитъл и Хуан Баутиста де Помар.